# Інамба (острів)
О́стрів Іна́мба (яп. 藺灘波島, いなんばじま, МФА: [inambad͡ʑima]) — безлюдний острів вулканічного походження в західній частині Тихого океану. Складова групи островів Ідзу, один з малих островів групи. Належить селу Мікурадзіма області Міяке префектури Токіо, Японія. Станом на 2007 рік площа острова становила 0,005 км². Має вигляд скелі, що виглядає з морської поверхні. Найвища точка — 75 м.

## Галерея

{{subst:PAGENAME}} на карті островів Ідзу